# فرودگاه گاکو کیو
فرودگاه گاکو کیو (به انگلیسی: Gahcho Kue Aerodrome) یک فرودگاه خصوصی است که یک باند فرود یخ دارد و طول باند آن ۱۵۶۹ متر است. این فرودگاه در کشور ایالات متحده آمریکا قرار دارد و در ارتفاع ۴۱۸ متری از سطح دریا واقع شده‌است.